# Korpbergets naturreservat, Södertälje kommun
För andra betydelser, se Korpbergets naturreservat.
Korpbergets naturreservat är ett kommunalt naturreservat i Salems socken i Södertälje kommun och Salems kommun, i Stockholms län. Korpberget är naturreservat sedan 1997, och är delvis även ett Natura 2000-område. Området blev ett Natura 2000-område tack vare förekomsten av klippvegetation på silikatrika bergssluttningar, boreonemorala och äldre naturliga ädellövskogar av fennoskandisk typ med rik påväxtflora, samt lind- och lönnskogar i sluttningar och raviner.
Reservatet är cirka 53 hektar stort. I mitten av reservatet finns en utsiktsplats. Lindängen i väster, som tillhör Salems kommun, ingår sedan 2008 i reservatet. 

## Geografi
Korpberget ligger i den västra delen av Salems socken och tillhör numera Södertälje kommun; en del av reservatet ligger i Salems kommun. Norr om reservatet ligger Högantorps gård och söder därom ligger Viksbergs gård. Väster om reservatet ligger Mälaren. Korpberget reser sig 85 meter över havet och stupar brant åt söder. Den närmaste vägen till toppen av berget är söderifrån, från Viksberg.

## Natur
Uppe på berget växer hällmarkstallskog, och nedanför berget samt på Lindängen mot Mälaren återfinns ädellövskog. På grund av områdets geografi med branta sluttningar mot söder har det ett gynnsamt mikroklimat, och då jorden är kalkhaltig har reservatet en rik och för Södermanland ovanlig flora.

### Flora
Korpberget är känt som en av de nordligaste växtplatserna för murgröna; redan Olof Rudbeck den yngre nämnde i en avhandling från 1707 att murgrönan växte vid surbrunnen Vijksberg "på det vackra berg, som av brunnsdrickarne benämndes Parnassen". Johan Linder, som under sex somrar var brunnsläkare vid Viksbergs surbrunn, upptecknade år 1716 en flora över växtligheten i omgivningarna kring brunnen; denna flora samlar omkring 500 kärlväxter och 60 kryptogamer, däribland bergek och hässleklocka, som fortfarande kan påträffas i reservatet. Bland andra mindre vanliga växtarter som finns i området märks buskvicker, långsvingel, myskmadra och strävlosta. Av mossor, lavar och svampar märks filthättemossa, ekpricklav, jättelav, oxtungssvamp och naveltryffel.

### Fauna
På bergbranterna häckar, som bergets namn antyder, korpar. Här återfinns även hasselsnok. Bland reservatets insektsarter kan nämnas ekbrunbagge och brun trämyra, och bland landmolluskerna smalgrynsnäckan, som omfattas av EU:s habitatdirektiv.